# Get Down (You're the One for Me)
 是新好男孩在同名專輯中的一首單曲。後來的美國版專輯亦收入此曲。